# Aunque mal paguen
Aunque mal paguen é uma telenovela venezuelana exibida pela Venevisión em 2007.

## Elenco
- María Antonieta
- Miguel de León
- Ana Karina Manco
- María Alejandra Martín
- Roberto Lamarca
- Crisol Carabal
- Amilcar Rivero
- Desideria D'Caro
- Yul Burkle
- Javier Paredes
- Bebsabé Duque
- Josué Villae
- Antonio Cuervas
- Randy Pinango
- Alba Valvé
- Reinaldo José Peréz
- Paula Bevilacque
- César Román
- Gegorio Milano
- Freddu Aquino
- Marjorie Magri
- Eleidy Aparicio

## Primeiras Atrizes
- Flor Elena González
- Tania Sarabia
- Francis Romero
- Beatriz Vazquez

## Primeiros Atores
- José Torres
- Alejo Felipe
- Armando Cabrera
- Luis Rivas
- Fernando Villate